# Pintor de Télefo

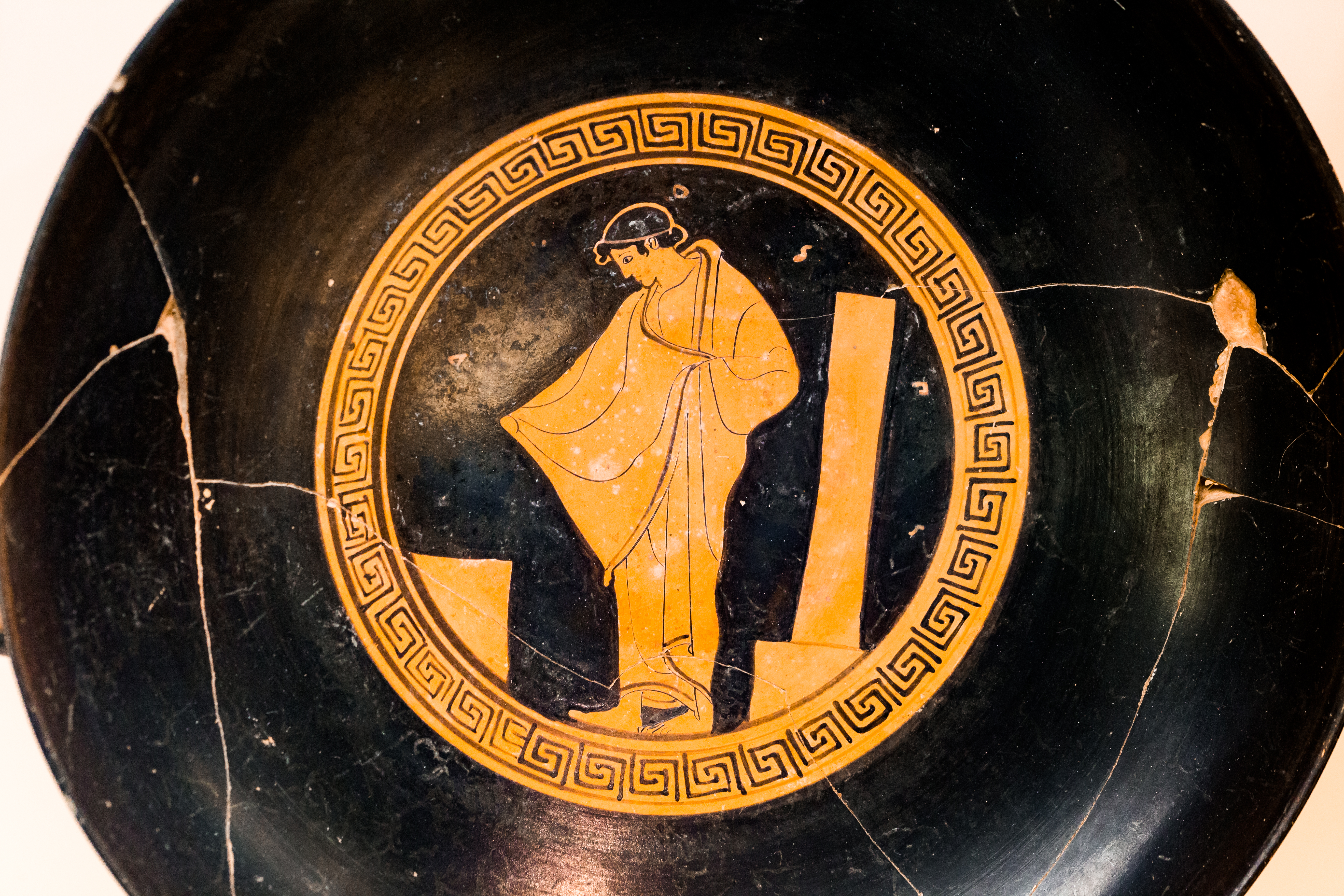
Kílix de figuras rojas|ático tipo B, ca. 475 a. C. - 450 a. C. Museo Arqueológico de Rodas 12296.

El Pintor de Télefo es el nombre convenido de un pintor griego de vasos de figuras rojas, activo alrededor del segundo cuarto del siglo V a. C.
El pintor de vasos Télefo, un pintor anónimo de Atenas, recibió su nombre a raíz de una pintura de figuras rojas de Télefo en un kílix de Boston (Massachusetts) (Museo de Bellas Artes 98.931): El hijo de Heracles, Télefo, está representado en esta copa sentado rodeado de aqueos en el palacio de Agamenón. El Pintor de Télefo fue identificado por primera vez a partir de su estilística por el arqueólogo clásico checo Ludwig Pollak en 1900.
Fue alumno de Macrón. Se le atribuyen más de cuarenta vasos, principalmente kílices, pero también decoró lécitos, ánforas, fíalas o ritones. Con mayor frecuencia representó escenas de la mitología griega (dionisíaca con sátiros, procesiones de comos) pero también escenas del simposios, con atletas o guerreros (4 vasos con guerreros con armadura). El lécito de figuras rojas de Boston (Museo de Bellas Artes 95.40) representa a una mujer con una flor en un cálato (cesta). Un ánfora de Oxford (Museo Ashmolean 270, ARV2 820 no 52), datada en el 470 a. C., representa a un hombre barbudo con un cetro levantando un vaso ritual, una fíala, en su mano. La fíala de Berlín (Antikenmuseum F2310) representa figuras de pie ante un ónfalo. Uno de sus vasos más famosos es un kílix ático de figuras rojas de Boston (Museo de Bellas Artes 95.28), que en su interior (en el tondo) representa a la diosa Eos secuestrando aa Titono. Esta copa, que procede de Vulci, tiene la firma del alfarero Hierón grabada en un asa (HIERON EPOIESEN – ‘Hierón me hizo’).